# Zofia Bednarska
Zofia Bednarska – polska nauczycielka, „Sprawiedliwa wśród Narodów Świata”.

## Życiorys
W trakcie II wojny światowej nauczycielka, Zofia Bednarska, mieszkała w Gródku Jagiellońskim (dystrykt Galicja, dzisiaj Ukraina). W swoim domu, od października 1942 r. do czerwca 1944 r., ukrywała cztery osoby pochodzenia żydowskiego: rodzinę Gottfried i Felicję Weinryb z domu Widerhorn.
Od sierpnia 1942 r. ukrywała FIlipa Gottfrieda i jego żonę Itę, 5-letnią córkę Ruth i adoptowanę córę Felicję. Filipa znała z okresu międzywojennego - był jej dentystą. Zofia mieszkała w niewielkiej kawalerce, mimo to zdecydowała się podjąć ryzyko i ukryć ich w skrytce pod podłogą kuchni. Początkowo żydowska rodzina łożyła na swoje utrzymanie, jednak gdy skończyły się pieniądze, Zofia pomagała im z własnej kieszeni. Pracowała wówczas w magazynie niemieckiej stołówki, co ułatwiło zdobycie pożywienia. Z czasem, z uwagi na zagrożenie, rodzina opuściła Bednarską i przeniosła się do ukraińskiego rolnika. Tam zagrożenie okazało się być jeszcze większa, więc Żydzi wrócili do Zofii, która dawała im schronienie aż do czerwca 1944 r. Wówczas jej mieszkanie zniszczono podczas bombardowania, a ona sama ukrywała się po okolicznych lasach wraz z Żydami, gdzie doczekała wyswobodzenia przez czerwonoarmistów.
27 maja 1981 r. Instytut Jad Waszem uhonorował Zofię Bednarską medalem „Sprawiedliwy wśród Narodów Świata”.